# Breitenried (Gemeinde Taiskirchen)
Breitenried (im lokalen Dialekt: Broanriad) ist eine Ortschaft im oberösterreichischen Innviertel und Teil der Gemeinde Taiskirchen im Innkreis im Bezirk Ried im Innkreis.

## Gliederung
Die Ortschaft ist auf folgende Siedlungen aufgeteilt:
- Breitenried (Zerstreute Häuser)
- Hörmansedt (Rotte)

2002 wurde Unterbreitenried als eigene Ortschaft abgetrennt.

## Geschichte
Die ersten urkundlichen Erwähnungen finden sich in den Regesten von Urkunden und Akten aus dem Schlossarchiv Aurolzmünster: im Jahr 1533 als Ried und im Jahr 1678 als Praidriedt. Die Bezeichnung „Ried“ weist auf ein ehemaliges Sumpfgebiet hin. Der Ort war lange Zeit landwirtschaftlich geprägt. Durch den Strukturwandel und insbesondere durch die Errichtung eines Kanals ab 2005 nahm der Anteil an Einfamilienhäusern immer weiter zu. Die Nummerierung der Häuser wurde 2002 neu geregelt. 2010 wurden Ortstafeln errichtet.